# Курай гостролистий
Курай гостролистий, курай туполистий як Salsola mutica (Salsola acutifolia) — вид рослин з родини амарантових (Amaranthaceae), поширений в Україні, на півдні європейської частини Росії, у Казахстані.

## Опис
Однорічна рослина, 15–50 см заввишки. Приквітки біля основи сильно розширені, верхні — з 1 розширеної частини, з 3 однаково розвиненими квітками в пазусі. Нижні листки супротивні або майже супротивно зближені, верхні чергові, м'ясисті, на верхівці притуплені або слабо загострені.
Цвіте у серпні — вересні, плодоносить у вересні — жовтні.

## Поширення
Поширений в Україні, на півдні європейської частини Росії, у Казахстані.
В Україні вид зростає на мокрих солончаках, засолених луках — у Степу на Азовському узбережжі; в Присивашші, рідко.

## Загрози й охорона
Загрозами є рекреаційне освоєння та забудова приморської смуги, зміни сольового та водного режиму водойм та ґрунтів, можливо також випас худоби.
Занесений до Червоної книги Україні в статусі «Вразливий». В природоохоронних зонах не зростає.